# Cube World
Cube World är ett datorrollspel baserat i en öppen värld som utvecklas av Picroma för Microsoft Windows. Wolfram von Funck började att utveckla spelet under juni 2011 och fick senare sällskap av sin fru, Sarah von Funck.
Spelets logotyp använder sig idag av den stiliserade titeln Cube Worldα. Tanken är att återspegla att spelets utvecklingsstadium befinner sig i öppen alfa för endast Windows. Lansering för konsoler och Mac OS är planerat för framtida utveckling.

## Spelstil
Cube World är ett spel där spelaren utforskar en ändlös processuell genererad "voxel-liknande" värld. Världen innehåller slumpmässigt genererade fängelsehålor, underjordiska grottor, slott samt separata biomer som gräsmarker, snöländer, öknar och hav. Spelare kan använda objekt som hängglidare och båtar för att förflytta sig i världen snabbare.
Spelare kan skapa flera karaktärer, med karaktärsskaparen, vilket innebär att spelaren först väljer en ras och anpassar sedan utseendet på karaktären. Spelaren väljer sedan en av fyra klasser: Warrior, Rogue, Ranger eller Magiker. Världen är befolkad med monster och varelser som kan dödas för erfarenhetspoäng, vilket leder till starkare statistik och förmågor, och tillåter även spelare att välja inriktningar som bäst passar deras mål med sina karaktärer. Dessa alternativ gör att man som krigare kan välja mellan att fokusera på skada eller defensiva förmågor, eller magiker med fokus på skada eller helande förmågor. Spelaren kan även tämja djur, som får eller sköldpaddor som kan slåss tillsammans med dem, eller i vissa fall ridas på för snabbare förflyttning.
Tillverkning är också en del av spelet. Det tillåter spelare att skapa mat, drycker, vapen och rustningar, samt ändra sina befintliga vapen block för block för att skapa estetiskt unika vapen.

## Utveckling
Wolfram von Funck meddelade att han hade börjat utveckla Cube World i juni 2011. Han beskriver det som ett "3D-baserat spel" med fokus på utforskning och rollspel. Han citerar spel som The Legend of Zelda, Secret of Mana, och World of Warcraft som inspiration till Cube World. Wolfram fick senare sällskap av sin fru Sarah von Funck, som bidrog till själva spelets sprites och bistår vid tilläggandet av nytt innehåll.
I januari 2012 rapporterades det att Minecraft’s utvecklare, Mojang, hade anställt Wolfram von Funck i syfte att stödja honom i vidareutvecklingen av Cube World; men senare så uppgav man att så inte var fallet. I oktober 2015 började Von Funck lägga ut inlägg på Twitter angående uppdateringar inom spelet. Sedan dess har flera bilder och inlägg lagts ut.

## Tidig alfautgivning
När Cube World blev tillgängligt för köp i alfastadiet den 2 juli 2013 meddelade utvecklaren Wolfram von Funck att han tillfälligt inaktiverar användarregistreringar och spelets butik på grund av den höga belastningen på deras servrar. Fastän han ursprungligen antog att problemet var volymen av spelare som vill köpa spelet, upptäckte Wolfram senare att driftstopp berodde på en Denial of Service-attack på deras servrar. Wolfram angav att "det verkar som någon systematiskt försöker skada oss och vår verksamhet ... angriparna vill givetvis hindra oss från att sälja vårt spel." Spelets utvecklare erkände att de kände sig överväldigade av attacken och sade: "Vi är bara en liten grupp (min fru och jag), vi förväntade oss inte sådana saker".
Efter den första utgåvan har Cube World endast uppdaterats en gång, och inga andra uppdateringar eller någon kontakt från utvecklarna inträffade under de kommande tre månaderna. Många spelare började bli oroliga för vidareutvecklingen av spelet som följd. I oktober 2013 bekräftade Wolfram von Funck att spelet fortfarande arbetades på och att en ny uppdatering "börjar arta sig".
I juli 2015 förklarade utvecklarna att spelets utveckling inte var nedlagd.

## Utgivning
I början av september 2019 meddelade utvecklarna att spelet skulle släppas på Steam vid slutet av månaden, och att alla som ägde spelet sedan tidigare skulle få den nya versionen kostnadsfritt. Spelet släpptes senare för allmänheten den 30 september 2019.